# Auguste von Schulte
Auguste von Schulte (auch: Auguste Schulte;, eigentlich Auguste Agnes Caroline Schulte von der Lüh * 5. März 1799 in Hannover; † 14. April 1864 in Paris) war eine deutsche Malerin.

## Leben

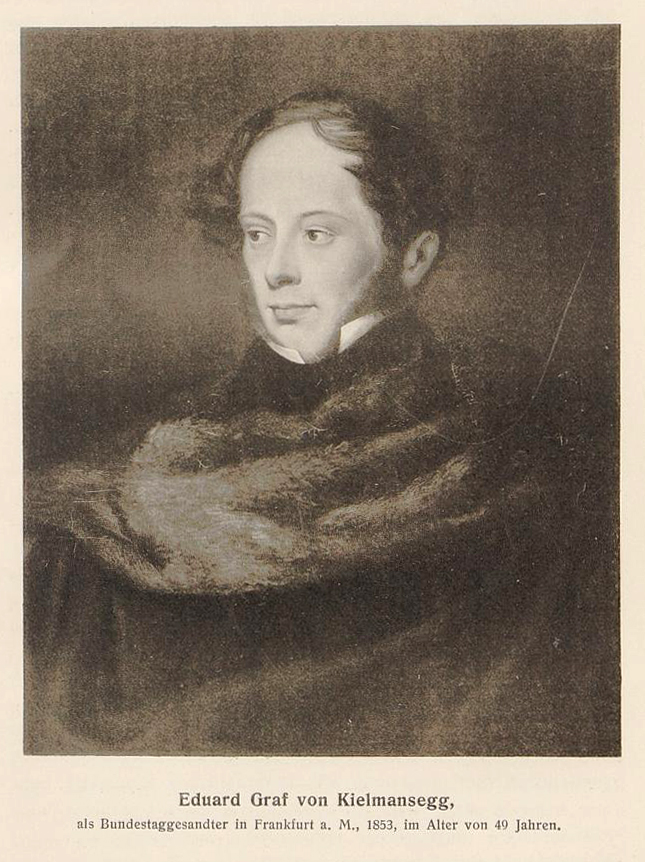
Porträt „Eduard Graf von Kielmannsegg, als Bundestaggesandter in Frankfurt a. M., im Alter von 49 Jahren“;
nach einem Ölgemälde von Auguste von Schulte

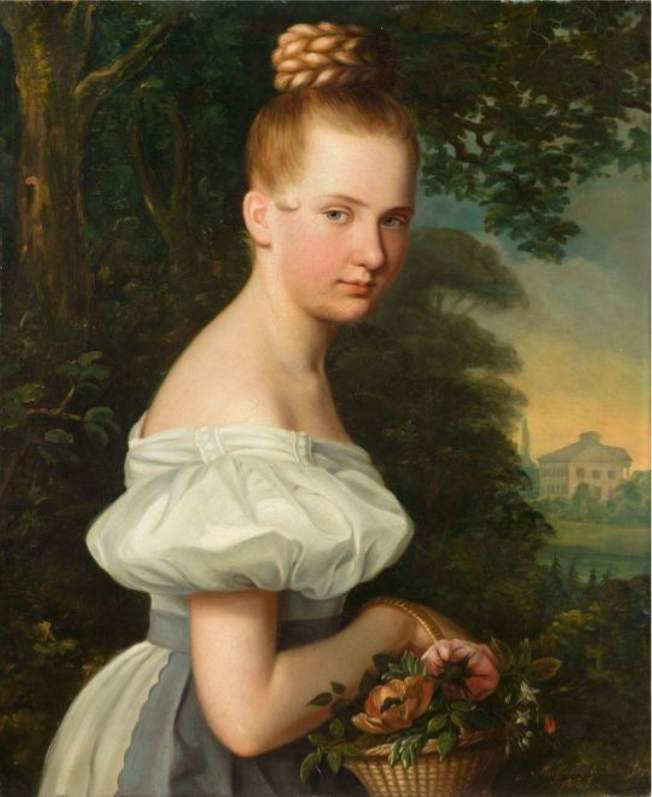
Porträt der Schwester Pauline von Schulte (1832), Historisches Museum Hannover

Auguste von Schulte war die Tochter des hannoverschen Staats- und Finanzministers Caspar Detlev von Schulte und seiner ersten Ehefrau Sophie Hedwig Wilhelmine Luise von dem Busche-Münch (1778–1808). Die Familie wohnte in Hannover in der Villa Bella Vista.
1851 bildete sich von Schulte in Düsseldorf als Privatschülerin von Carl Ferdinand Sohn zur Malerin aus – unter anderem mit Luise von Martens aus Stuttgart.
Zurück in Hannover trug Auguste von Schulte zeitweilig den Titel einer Hofmalerin; das zeitgenössische Urteil von Bernhard Friedrich Voigt in seinem 1837 erschienenen Neuen Nekrolog der Deutschen lautete:

„... Auguste v. Schulte ist eine anerkannt vortreffliche Dilettantin in der Malerei, in welcher Kunst sie mit einer ihrem Geschlechte seltenen Ausdauer die gründlichsten Studien gemacht hat.“

Von Schulte lebte von 1850 bis 1856 in Rom, wo sie mit August Kestner in Berührung kam.
Sie war seit 1828 Chanoinesse (Stiftsdame) des Klosters Lüne, was ihr ein geregeltes Einkommen verschaffte.

## Werke
Das Niedersächsische Landesmuseum Hannover ist im Besitz von Werken von Auguste von Schulte:
- Bildnis eines Mädchens, Öl/Lwd., 49,1 × 42,5 cm
- Frauenbildnis mit grüngestreiftem Schal, Öl/Lwd., 49,5 × 42,5 cm
- Bildnis Adelaide Charlotte Wilhelmine Reichsgräfin von Hardenberg, geb. Gräfin Kielmannsegg (1801–1856) mit rotem Umhang, weißem Kleid in grüner Umgebung[10]
- Bildnis des Vaters
- Italienische Volksszene, Rom 1856

## Archivalien
- Hansgeorg Schmidt-Bergmann, Hansmartin Schwarzmaier (Hrsg.) im Auftrag der Literarischen Gesellschaft/Scheffelbund: Joseph Victor von Scheffel. Inventar zu Nachlaß und Sammlung. Band I. Nr. 304, 1850–1884 (1901): Korrespondenz und Notizen Scheffels. Enthält u. a. Brief/Postkarte an/von Auguste von Schulte, Rom (PDF).